# 頭城鎮
頭城鎮位於中華民國宜蘭縣最北端，轄區範圍包括龜山島（隸屬龜山里）與釣魚臺列嶼（隸屬大溪里），屬於宜蘭平原最早開發的地區，有「開蘭第一站」、「開蘭第一城」之稱。交通部臺灣鐵路管理局於其境內設有7座車站，數量為臺灣各鄉鎮市區之最。

## 歷史

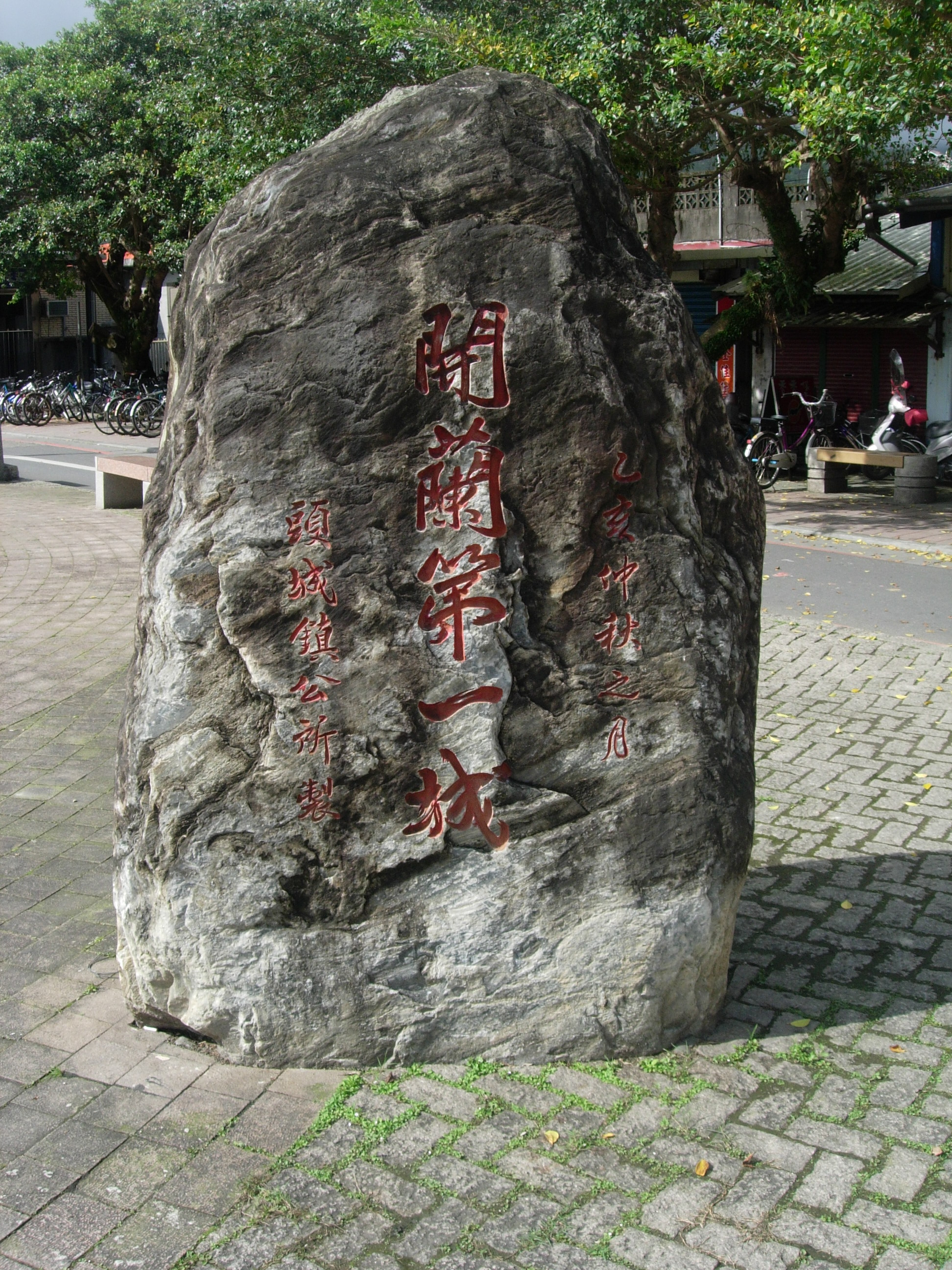
位於頭城車站前的「開蘭第一城」石碑

頭城境內原為噶瑪蘭族活動地區，1634年西班牙人進而控制本區。1642年，荷蘭軍隊使西班牙人退出臺灣，本區為「淡水地方議會區」。1662年鄭成功將荷蘭勢力逐出臺灣，1664年荷軍再度控制噶瑪蘭地區，1668年荷人在臺灣的控制告一段落。
康熙年間的《諸羅縣志》與《東征集》中皆提及蛤仔難原住民及漢人交流狀況，顯示在清初漢人即與本地原住民來往。漢人開墾噶瑪蘭地區最著名的當屬吳沙。1787年吳沙入墾三貂角，在1796年入烏石港，開始大規模的開發，噶瑪蘭原住民與開墾漢人間的戰爭使開墾行動又退口三貂。1797年噶瑪蘭地區爆發天花疫情，吳沙將藥予原住民，原住民便供漢人土地開墾。頭圍是漢人在東部第一個建立的開墾據點，當時是噶瑪蘭地區人口及商業之最，所以又稱「頭城」。1812年宜蘭地區設立噶瑪蘭廳於三結街（今宜蘭市），為避免與廳治衝突而將頭城之名改為「頭圍」，並駐有縣丞。1875年噶瑪蘭廳改設宜蘭縣本區屬之。
1895年臺灣割讓，1897年日本改行政區為頭城辨務署，1898年改宜蘭辨務署頭圍支署，1900年再改宜蘭廳頭圍支廳，而至1920年臺北州宜蘭郡頭圍庄，本鎮的行政區大抵確立。
1945年10月25日，臺灣由中華民國接管；12月11日，頭圍庄改為「頭圍鄉」，隸屬臺北縣宜蘭區。1946年9月9日，頭圍鄉改名「頭城鄉」。1948年1月1日，頭城鄉改制為「頭城鎮」:53。1950年調整行政區域，宜蘭立縣，並裁撤宜蘭區署，頭城鎮改隸宜蘭縣:53－54。

## 人口
根據宜蘭縣頭城鎮戶政事務所統計，2024年底頭城鎮戶數約1.1萬戶，人口約2.8萬人，鎮內人口最多與最少的里分別是拔雅里與石城里，2024年底兩里人口分別為2,638人與315人。與宜蘭縣其他地區相同，頭城鎮面臨人口老化與少子化的問題，2024年底時，頭城鎮人口中0至14歲人口僅佔9.85%，15至64歲人口有69.48%，65歲以上人口則佔20.67%。

## 政治

### 歷任首長
| 屆次 | 姓名   | 黨籍       | 任職期間                      | 備註       |
| ---- | ------ | ---------- | ----------------------------- | ---------- |
| 1    | 黃竹旺 |            |                               |            |
| 2    | 黃竹旺 |            |                               |            |
| 3    | 呂營陳 |            |                               |            |
| 4    | 沈阿賢 |            |                               |            |
| 5    | 沈阿賢 |            |                               |            |
| 6    | 邱金魚 |            |                               |            |
| 7    | 邱金魚 |            |                               |            |
| 8    | 莊錫財 |            |                               |            |
| 9    | 莊錫財 | 中國國民黨 | 1982年3月1日-1986年3月1日     |            |
| 10   | 林樂善 | 中國國民黨 | 1986年3月1日-1990年3月1日     |            |
| 11   | 林樂善 | 中國國民黨 | 1990年3月1日-1994年3月1日     |            |
| 12   | 陳忠茂 | 民主進步黨 | 1994年3月1日-1998年3月1日     |            |
| 13   | 陳忠茂 | 民主進步黨 | 1998年3月1日-2002年3月1日     |            |
| 14   | 林樂善 | 中國國民黨 | 2002年3月1日-2006年3月1日     | 未爭取連任 |
| 15   | 陳秀暖 | 無黨籍     | 2006年3月1日-2010年3月1日     |            |
| 16   | 陳秀暖 | 無黨籍     | 2010年3月1日-2014年12月25日   |            |
| 17   | 曹乾舜 | 中國國民黨 | 2014年12月25日-2018年12月25日 |            |
| 18   | 曹乾舜 | 中國國民黨 | 2018年12月25日-2022年1月19日  | 涉案被停職 |
| 18   | 蔡文益 | 中國國民黨 | 2022年1月20日-2022年12月25日  | 代理       |
| 19   | 蔡文益 | 中國國民黨 | 2022年12月25日-               | 真除，現任 |

### 鎮政組織

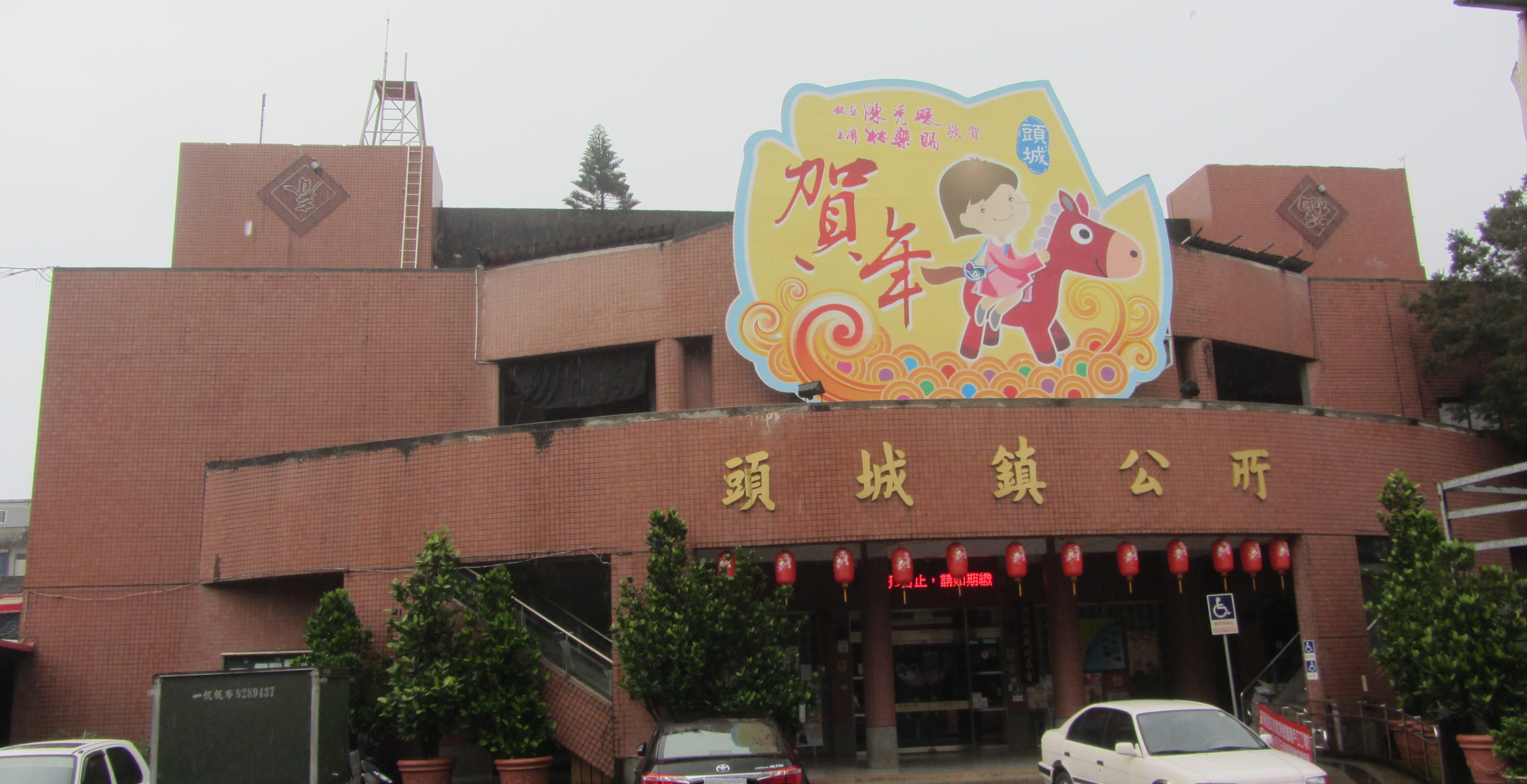
頭城鎮公所

頭城鎮公所是頭城鎮最高層級的地方行政機關，在中華民國政府架構中為鎮自治的行政機關，同時負責執行縣政府及中央機關委辦事項，頭城鎮的自治監督機關為宜蘭縣政府。鎮長由全體鎮民直接選舉產生，任期為四年，可連選連任一次。頭城鎮公所並置鎮政會議，為鎮政最高決策機構，在鎮長之下，設有5課4室等9個內部單位及4個附屬機關。
頭城鎮民代表會是頭城鎮的最高民意機關，代表頭城鎮全體鎮民立法和監察鎮政。鎮民代表由公民直選選出，任期為四年，可連選連任。頭城鎮民代表會共有11位鎮民代表，分別為第一選區4席鎮民代表、第二選區3席鎮民代表、第三選區2席鎮民代表、第四選區2席鎮民代表，主席、副主席由11位鎮民代表互選產生。

### 行政區

#### 調整歷史
- 二戰後頭圍鄉內有：石城村、大里村、大溪村、合興村、椒山村、梗枋村、外澳村、港口村、武營村、大坑罟村、三抱竹村、新興村、拔雅林村、福成村、大金面村、小金面村、二城村、中崙村、下埔村、頂埔村等二十個村。
- 1948年配合頭城改制為鎮，各行政單位由村改為里
- 1950年大坑罟改名大坑、拔雅林改名拔雅、大金面改名金面、小金面改名金盈、三抱竹改名竹安。城東、城西、城南、城北四里因人口集中而分出。
- 1957年椒山改名龜山。
- 1978年龜山併入大溪，原大溪里忠孝新村劃入合興里。
- 1970年梗枋里改名更新里。
- 2000年龜山（龜山島及仁澤新村）自大溪里內分出。[1][2][9]

#### 鎮內各里
頭城鎮現有24里，依學區劃分為：
- 市區：大坑、竹安里、拔雅里、武營里、城北里、城西里、城東里、城南里、新建里
- 海洋區：石城、大里里、大溪里、龜山、合興里、更新里、外澳里、港口里
- 大洋區：二城、下埔里、中崙里、金面里、金盈里、頂埔里、福成里[10]

### 警政治安
- 內政部警政署國道公路警察局第九公路警察大隊
  - 頭城分隊
- 宜蘭縣政府警察局礁溪分局
  - 頭城分駐所
  - 二城派出所
  - 福成派出所
  - 大溪派出所
  - 大里派出所

## 市街

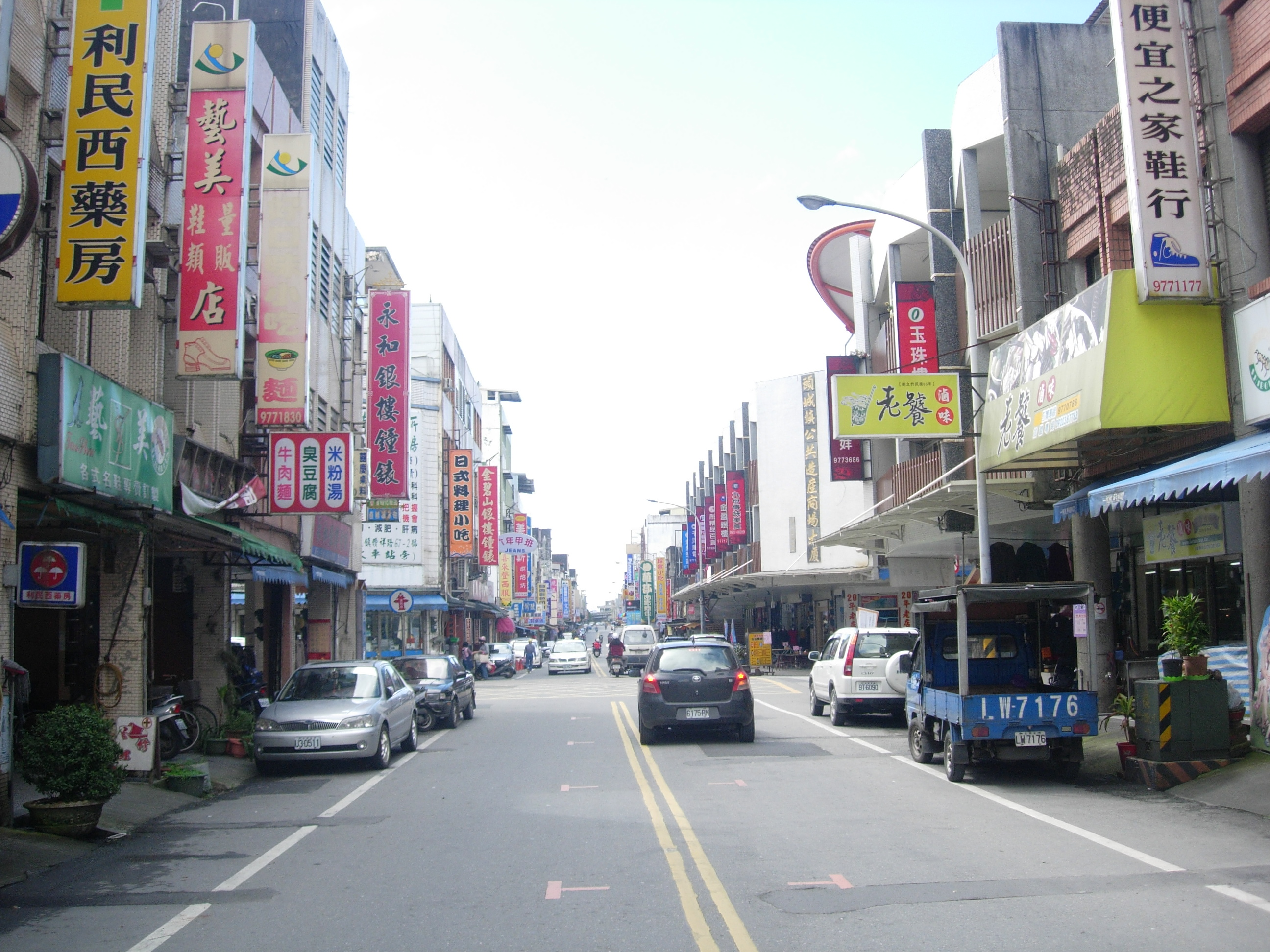
開蘭路市區一景

1812年(清嘉慶18年)設有縣丞後即開始規劃市街，於清道光年間便發展成雙面街市，在廳治設於宜蘭後，宜蘭成為開發據點，蘇澳方面又成為軍事重地，頭圍的交通與軍事地位不復以往。
烏石港是頭城發展重要歷史代表，該地為當年宜蘭地區的集散港口，與臺灣西部、大陸沿岸港口皆有往來，烏石港與頭圍市街間有一水道相接，頭圍街道成為主要交易地點，形成兩港間的經濟鍊。頭城老街的商行以米、雜貨輸出為大宗，1883年(清光緒9年)烏石港堵塞後頭圍市街發展曾一度停止，1885年(清光緒11年)在大坑罟南邊又有一港口形成，頭圍遂成為蘭陽北區大港。
日治時期以後港口機能漸失，頭圍街道發展緩慢，但因交通地理位置，仍為區域內貨物出入重點，在鐵路開通後，基隆至宜蘭間的交通改善，卻使頭圍的交易轉至宜蘭，從中心街道變成地方性的商街，同一時間頭圍因為車站及機關的設立，商街由和平街轉移至開蘭路。
於1971年(民國60年)，頭城鎮的商業狀況僅次於宜蘭、羅東、蘇澳，為縣內第四，而於1976年(民國65年)的統計，已為礁溪超前，居第五位。商業區主要在城內四里，尤以開蘭路上最集中，在濱海公路開通後，有發展至青雲路的現象。除了市區外，北部以大溪里，南部以頂埔里商業較興盛，二城里因是濱海公路與北宜公路交點，成為以觀光導向的商業活動。

## 文化

### 活動節慶
- 頭城搶孤

早期「開蘭先賢」吳沙開墾宜蘭平原時，頭圍為開蘭第一城，因天災、戰爭、疾疫死傷者多，魂無所歸，故為超渡開墾過程中犧牲的弟兄亡魂而舉辦。祭品由貧苦的民眾搶食以濟饑困，具有博愛的慈濟精神。每年農曆七月初一鬼門開後臺灣各地都有中元普渡活動，其中慣例安排在農曆七月最後一夜「關鬼門」的頭城搶孤可以說是臺灣 民俗慶典中規模最大，最特別的，且世界少見。由十二根粗大，高約十丈的杉木為支柱，柱頂建一平台組成孤棚，稱為「倒塌棚」，上面再豎立十二根孤棧，每一孤頂插有各村庄的旗隨風飄颺，並在孤棧抹上厚厚的牛油增加困難度。早期武陵庄的「八面威風」旗是順風旗。當年，順風旗就是至高無上代表，搶得者除可獲得豐富獎品，還象徵出海捕魚，一帆風順及魚獲滿載，常有漁家以高價搶購順風旗。1991年(民國80年)復辦搶孤時，有漁船業者以300萬元新臺幣購買順風旗。
- 頭城大拜拜：一年為農曆正月初六，隔年為農曆三月十六日，隔年後再為農曆正月初六，以此輪迴，該日為頭城人大事，舉辦城隍大仙尫繞境及流水席宴請親朋好友來鬥熱鬧。

- 頭城鱻節

### 博物館
- 民間博物館
  - 螃蟹博物館
  - 河東堂獅子博物館(已停止營業)
  - 榮梓博物館（阿拉伯宮）
- 縣立博物館
  - 蘭陽博物館

## 教育

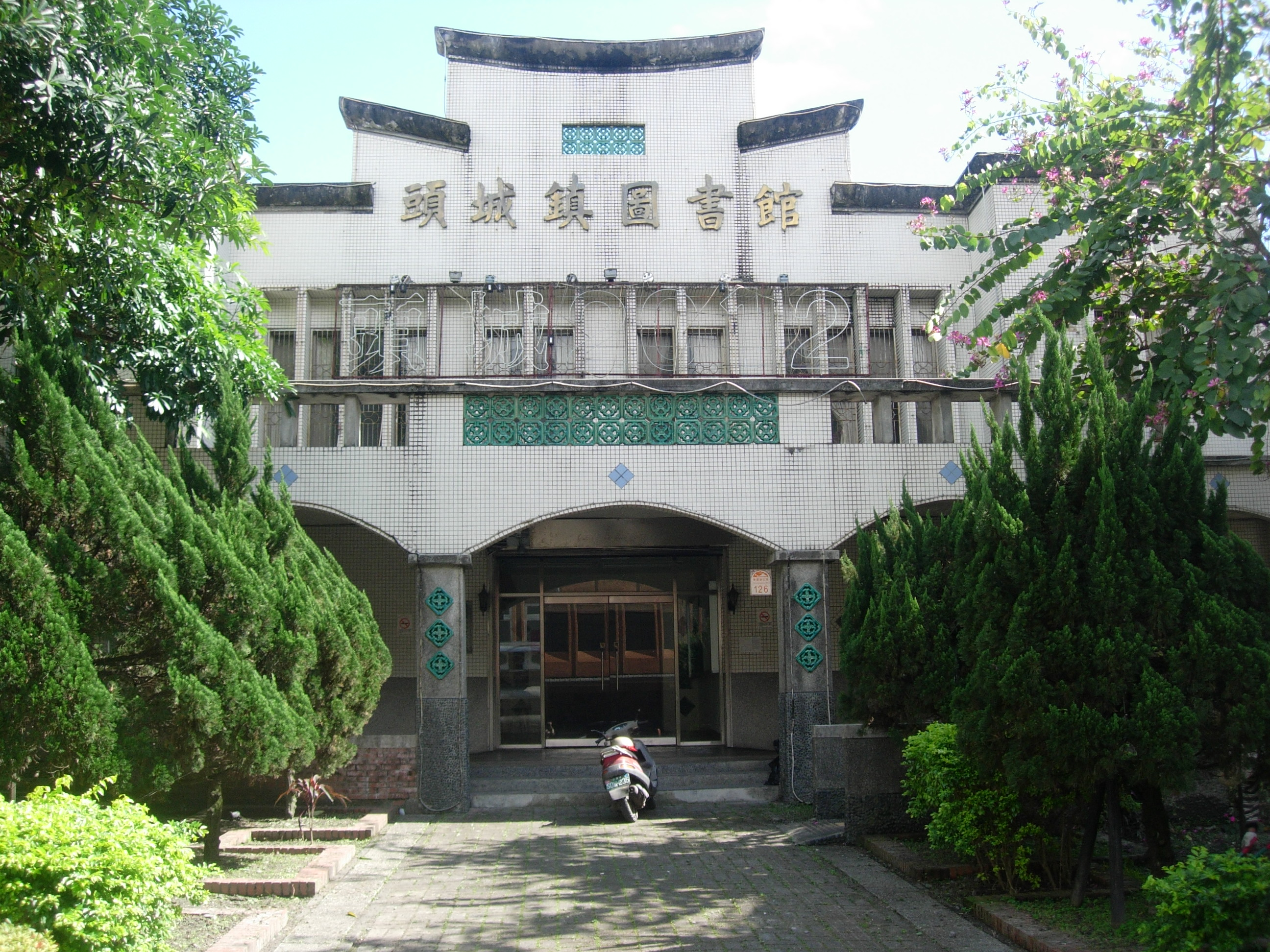
頭城舊圖書館前身為戲院

### 大專院校
- 蘭陽技術學院

### 高級中等學校
- 國立頭城高級家事商業職業學校

### 國民中小學
- 宜蘭縣立人文國民中小學

### 國民中學
- 宜蘭縣立頭城國民中學

### 國民小學
- 宜蘭縣頭城鎮頭城國民小學
  - 外澳分校
- 宜蘭縣頭城鎮二城國民小學
- 宜蘭縣頭城鎮大里國民小學
- 宜蘭縣頭城鎮竹安國民小學
- 宜蘭縣頭城鎮大溪國民小學
- 宜蘭縣頭城鎮梗枋國民小學

## 交通

### 鐵路
臺灣鐵路公司
- 宜蘭線：石城車站 - 大里車站 - 大溪車站 - 龜山車站 - 外澳車站 - 頭城車站 - 頂埔車站[註 1]

### 公路
- Module:Jct第187行Lua错误：bad argument #2 to 'format' (string expected, got table)（蔣渭水高速公路）
  - 30 頭城頭城交流道
- 台2線（北部濱海公路）
  - 台2庚線
- 台9線（北宜公路）
- 縣道191甲線

### 公車資訊
- 國道客運
  - 國光客運
    - 1877 圓山轉運站－中山高－南港－南港聯絡道－北二高－北宜高－烏石港
- 宜蘭縣市區公車
  - 葛瑪蘭客運
    - 131 礁溪車站－石城

  - 國光客運
    - 紅1 外澳－羅東轉運站
    - 1766 烏石港－南方澳
    - 1767 南方澳─純精路─頭城
    - 1790 宜蘭轉運站－頭城（經竹安）
    - 台灣好行  綠18壯圍沙丘線 宜蘭轉運站－頭城車站
    - 台灣好行  綠19宜蘭東北角海岸線 礁溪轉運站－石城漁港
- 鄉鎮市區免費巴士
  - 頭城鎮公所免費巴士：
    - 331海線 頭城－石城
    - 332山線 頂埔－烏石港

### 郵政
- 頭城郵局
- 頭城大溪港郵局
- 頭城頂埔郵局

## 旅遊
- 頭城老街
- 頭城慶元宮
- 頭城協天宮
- 頭城開成寺城隍廟：觀音寺兼城隍廟。

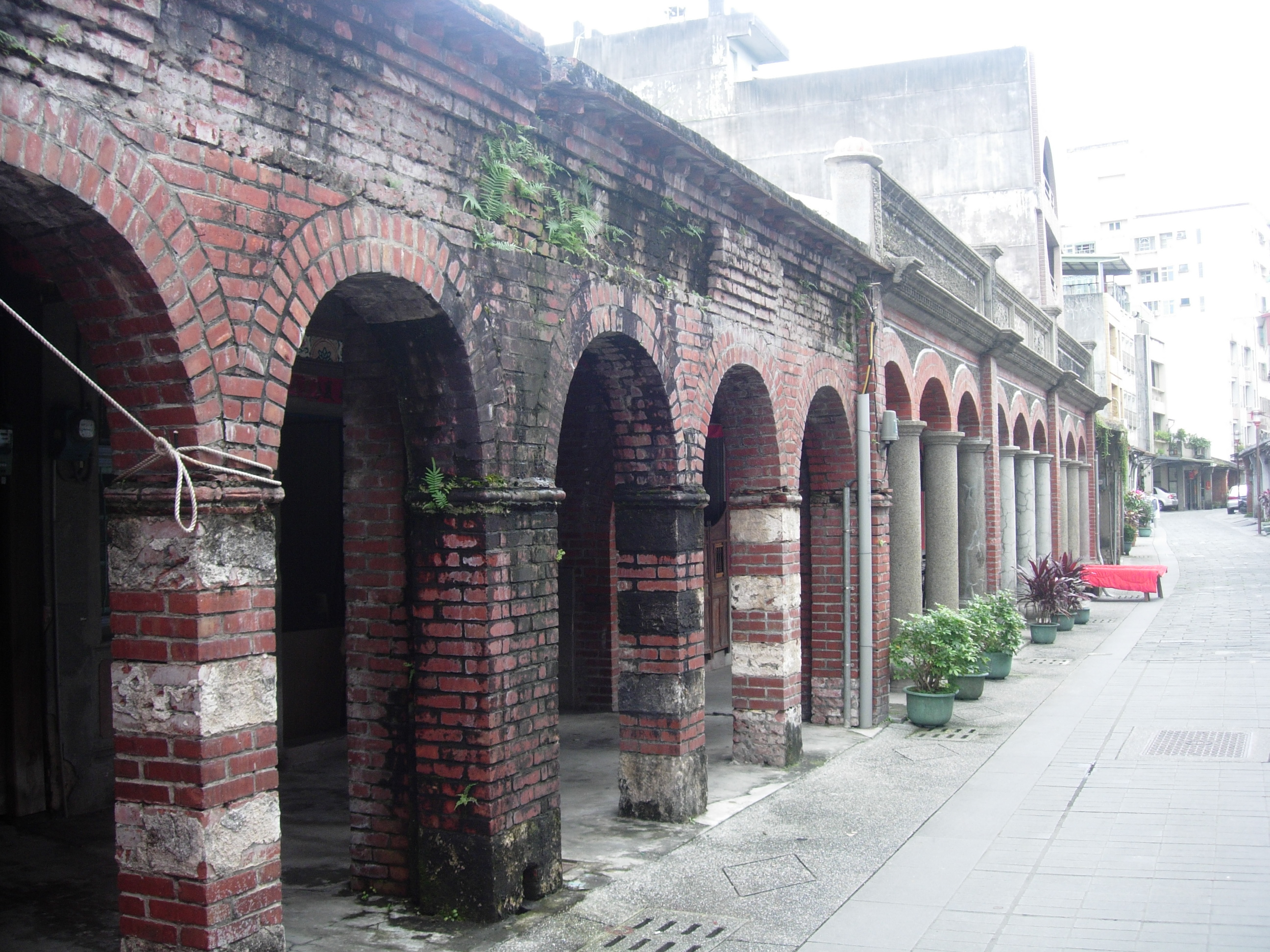
頭城老街

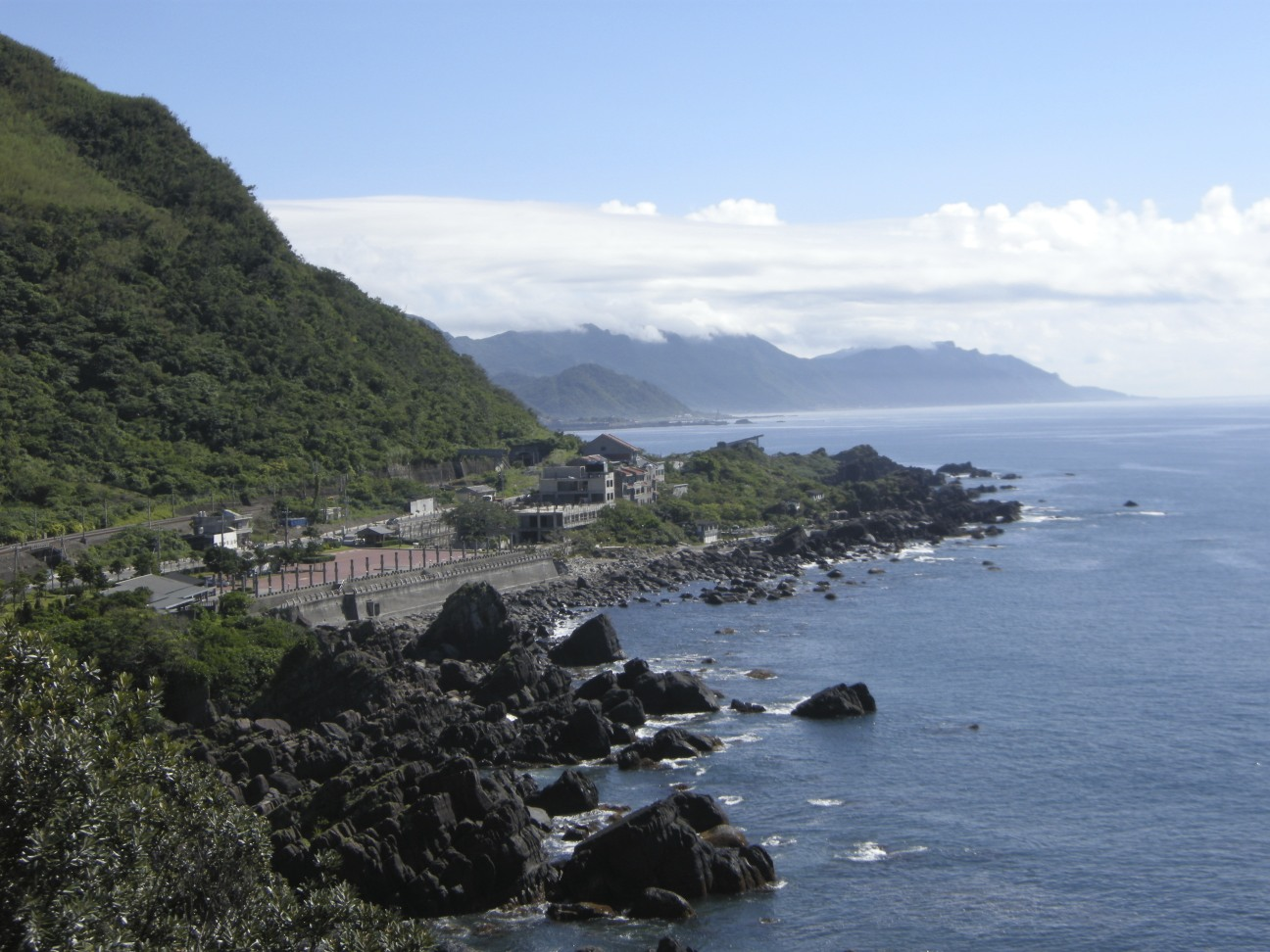
北關海潮公園

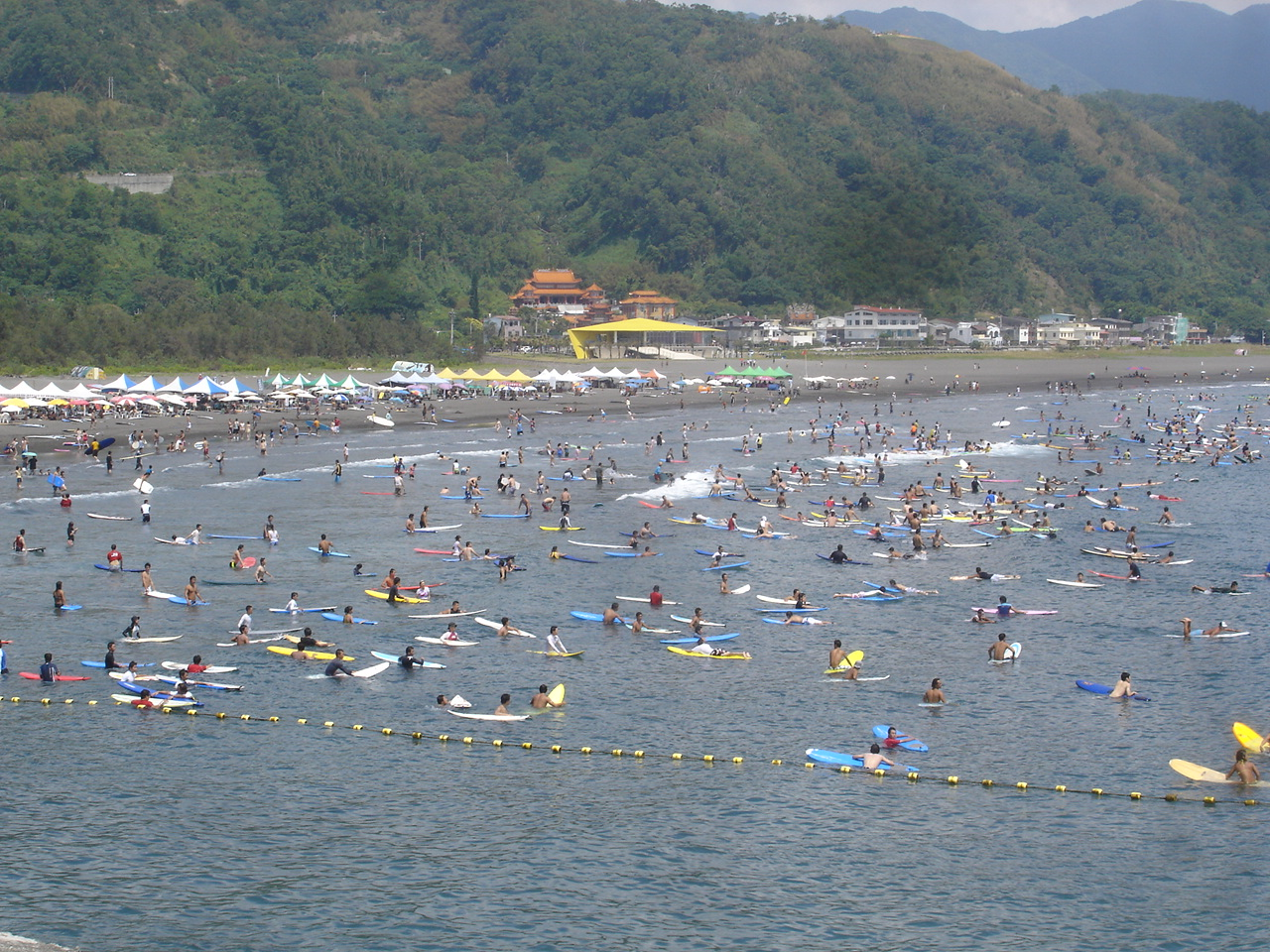
外澳海灘的戲水人潮

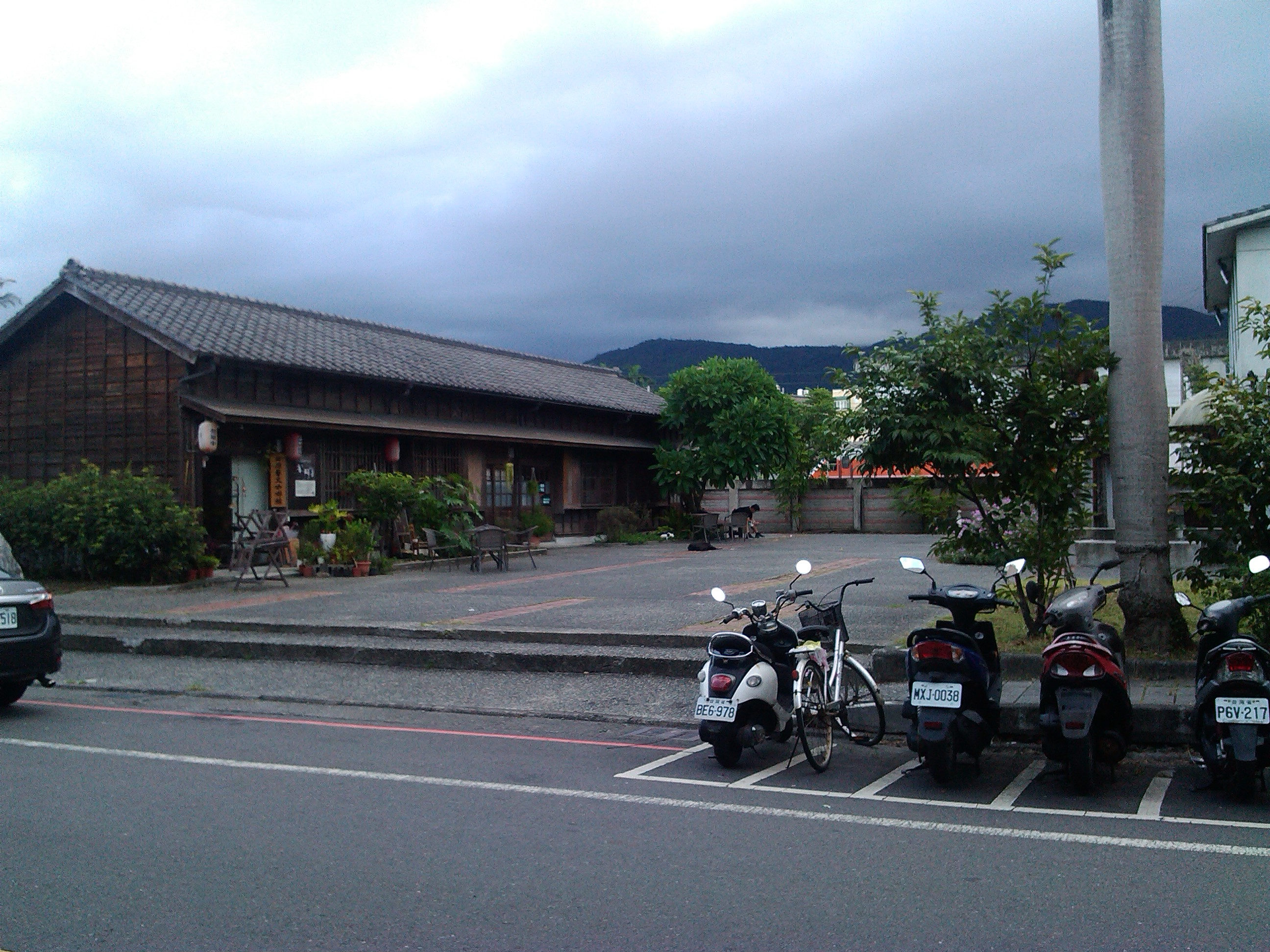
頭城文創園區

- 頭城董慶寺：主奉董公真人，有一枚故縣長陳進東所立之石碑，後因國民黨政府認為是「鼓吹巫醫迷信」，迫廟方拆除。
- 頭城鎮南北門福德祠
- 烏石漁港
- 外澳接天宮
- 外澳金斗公廟
- 蘭陽博物館
- 大溪漁港: 位於本鎮大溪里，為宜蘭縣僅次於南方澳的觀光漁港，每日下午2點半開始拍賣現撈魚貨，港邊設美食街，專賣海鮮，遊客絡繹不絕。
- 頭城濱海森林公園：原頭城海水浴場，因蘭陽溪口出砂量銳減及潮汐沖刷影響，海岸線砂灘幾近滅失，故改為現名。目前暫不開放戲水活動，僅同意開放申請露營活動。內有八角亭，是熱門打卡景點。
- 北關海潮公園
- 金盈瀑布
- 新峰瀑布
- 九股山：登山健行，九股山腰的尼姑庵橋為戲水烤肉景點。
- 竹安河流域賞鳥：竹安河口、釣魚、觀日出之美。
- 龜山島：隸屬頭城鎮龜山里，目前為海巡署岸巡第一二大隊龜山島安檢所駐守。於夏季有開放登島參觀，需事先申請。
- 蜜月灣：為北台灣著名衝浪聖地。自大溪車站步行可達。
- 桃源谷
- 頭城石觀音寺 (宜蘭西國三十三所靈場)
- 草嶺古道：草嶺古道是臺灣清治時代宜蘭對外交通唯一官道，蘭陽平原發展的生命源頭。現今為宜蘭縣頭城鎮與新北市貢寮區的縣市界所在，也是一條兼具知性與感性的懷悠古道，現今還保有臺灣總兵劉明燈所題之虎字碑與雄鎮蠻煙碑二座雄偉之石碑，為漢人開墾蘭陽的艱辛歷史見證。草嶺古道全長約8.5公里，步行腳程大約三至四小時，沿途風景怡人，為最佳的健行休閒勝地。山腳下之草嶺慶雲宮（大里天公廟），主奉祀玉皇大帝，平時香火鼎盛，每逢農曆正月初九時，更是往來的香客絡繹不絕。
- 石盤寮瀑布：位於頭城大溪川的上游，高約20（66英尺）的瀑布。
- 新峰瀑布(金面瀑布)：曾為蘭陽十八勝之一的石燭坑，在民國七十年被開發成私人遊樂區，但於民國八十年因違反水利法被縣府接管，改名為金面瀑布。(已荒廢)
- 金盈谷瀑布(大佛谷瀑布)：現在開闢成為一渡假休閒中心。
- 大修宮: 又名仙公廟，位於武夷山上。供俸呂洞賓，由山下產業道路步行約50分鐘可到達，途中林木遮掩，盛夏亦非常涼爽。廟面對太平洋，可遠眺龜山島，俯瞰烏石港、蘭陽博物館，風景絕佳。
- 頭城文創園區：位於頭城火車站旁，前身為歷史建築頭城車站舊站長宿舍和頭城車站員工宿舍，經宜蘭政府單位及佛光大學的聯手改造，而搖身一變成為一兼具商業、娛樂及教育性質的場所。

## 外部連結
- 頭城鎮公所 （页面存档备份，存于）